# Contea di Darlag
La contea di Darlag (达日县S, Dárì XiànP) è una contea della Cina, situata nella provincia di Qinghai e amministrata dalla prefettura autonoma tibetana di Golog.